# Flamingo (Florida)
Flamingo ist ein kleiner Ort des Monroe County im Südosten von Florida, mitten im Everglades-Nationalpark an der Florida Bay gelegen.
Ursprünglich, vor Gründung des Nationalparks, handelte es sich um ein kleines Fischerdorf, welches mit der nächstgrößeren Stadt, mit Florida City im Osten über eine einzige Straße, die Old Ingraham Road, verbunden war. Spuren dieser Straße finden sich noch am Anhinga Trail, der einmal Teil dieser Straße war, und dessen Fortsetzung als Old Ingraham Trail. Dieser ist zum Wandern und Fahrradfahren freigegeben.
Diese alte, historische Straße gibt es so nicht mehr; stattdessen führt die State Road 9336 von Florida City rund 60 Kilometer Richtung Südwesten nach Flamingo.
Seit Gründung des Nationalparks ist die einstige kommerzielle Fischerei in Flamingo verschwunden. Stattdessen wurde eine Ranger-Station des Nationalparkservice (NPS) errichtet, zudem ein vom NPS betriebener Campingplatz mit angrenzendem Amphitheater, an welchem Ranger am Abend einschlägige Vorträge über die Everglades halten. Fischer mit ihren Booten und Angeln sind aber nach wie vor präsent an diesem Ort; meist sind es Einheimische, welche bereits morgens zwischen 5 und 6 Uhr am Parkeingang eintreffen und die knappe Stunde Fahrtzeit auf der Parkstraße auf sich nehmen, um dann in den Fischgründen der Florida Bay ihr Anglerglück zu finden.

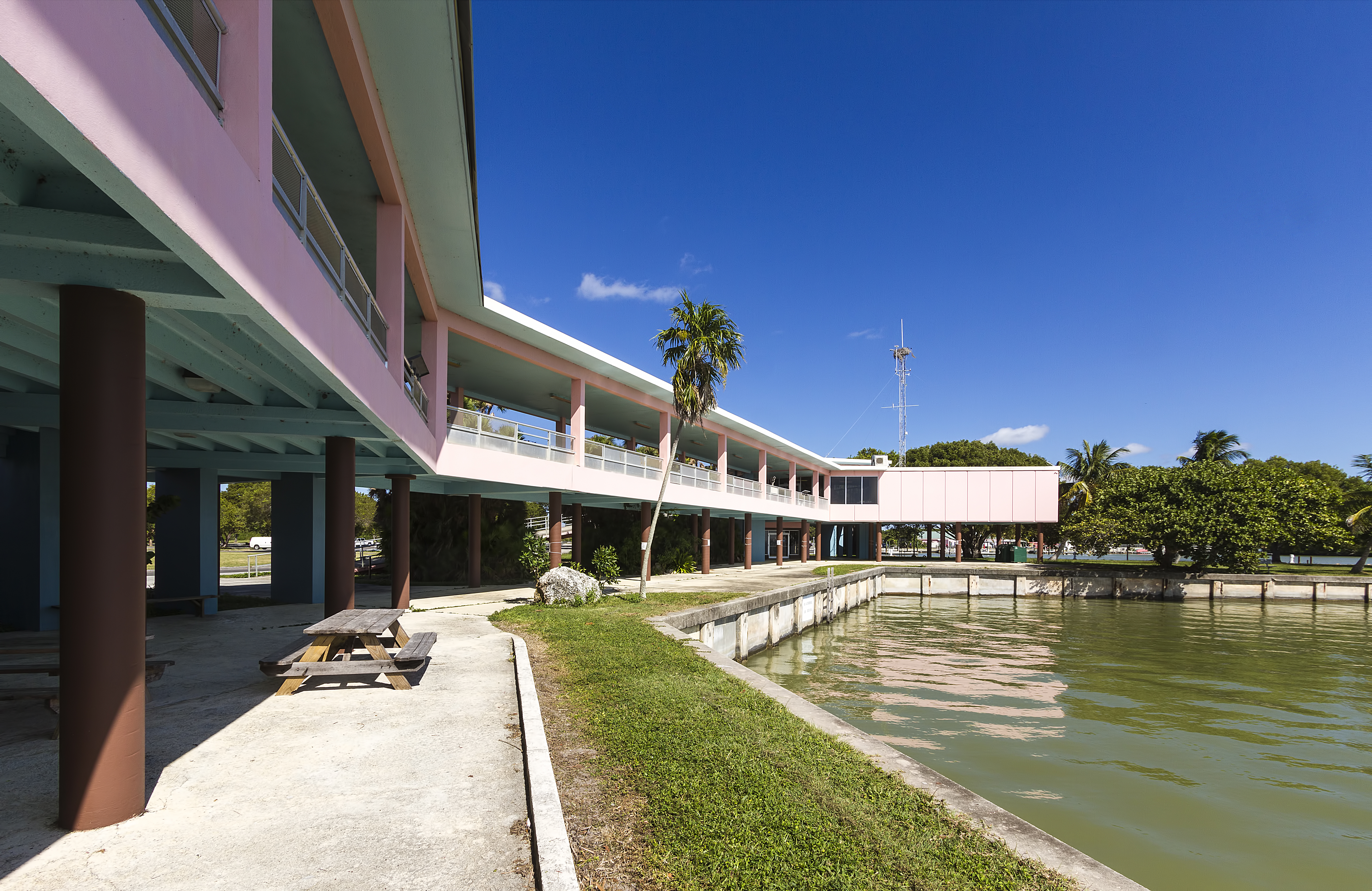
Visitor Center

Kommerziell betrieben wird eine Marina. Hier können Kanus (Kanadier) und Kajaks sowie Boote mit Außenborder sowie Fahrräder gemietet und Rundfahrten mit größeren Schiffen wie der Pelikan gebucht werden. Treibstoff für Boote und Autos ist verfügbar, ebenso Campingbedarf, einschlägige Literatur über den Park, Snacks, Getränke, Obst und andere Nahrung. Zudem finden sich zwei Warmwasserduschen, welche gegen Gebühr von Campern genutzt werden können – eine gute Alternative zu den Kaltwasserduschen des Campingplatzes.
Die touristisch geschäftigste Zeit in den Everglades sind die Monate November bis März/April, also das Ende und der Beginn der Regenzeit. Gleiches gilt für Flamingo selbst; in den Monaten Mai bis Oktober finden sich selten Camper, und die sonst fälligen 16 US $ Gebühr pro Übernachtung fallen nicht an. In dieser Zeit sind die meisten Einrichtungen in Flamingo geschlossen; die Ranger-Station nicht besetzt; es finden keine Park-Programme statt und nur der kleine Laden der Marina bietet weiterhin seine Dienste an. Dafür werden die Mosquitos und andere Insekten wie die Sandmücken zu einer wahren Plage. In der sogenannten trockenen Jahreszeit hingegen erwacht der Ort aus seinem touristischen Winterschlaf; die Aktivität der Mücken nimmt ab, erlischt aber nicht vollständig – Mückenschutz ist in jedem Fall ratsam.
Der Campingplatz füllt sich nun auch mit Wohnwagen und Zelten, bis schließlich um die Zeit des Weihnachtsfestes und des Jahreswechsels der Höhepunkt erreicht wird. Jetzt ohne Reservierung einen Platz zu bekommen, kann schwierig werden, zumal Teile des Campingplatzes, die Loops B, C und D geschlossen sind.
Wie überall in den Everglades, so bietet auch Flamingo eine vielfältige Tierwelt und eine sehr interessante Naturlandschaft.
Auch hier finden sich flache weite Flächen mit niedrigem Bewuchs sowie dichter, hoher Mangrovenwald. Wanderpfade führen zu verschiedenen Stellen in der Umgegend des Ortes wie beispielsweise der Christian Point Trail zu den Wassern der Florida Bay.
Flamingo ist einer der wenigen Orte, an welchem sowohl Krokodile als auch Alligatoren gemeinsam leben.

## Teilzerstörung und Wiederaufbau
Bis 2005 wurden zudem die Flamingo Lodge (ein Hotel), das Buttonwood (ein Restaurant), eine Reihe von Cottages sowie die Vermietung von Hausbooten betrieben. Im Jahre 2005 verursachten die zwei Hurrikane Katrina und Wilma massive Beschädigungen an der Lodge, den Cottages und dem Amphitheater. Auch die Marina wurde in Mitleidenschaft gezogen; Hausboote werden zurzeit nicht mehr vermietet. Die Lodge und die Cottages wurden abgerissen.
Eine mehrjährige Diskussion über die Art und Weise eines Wiederaufbaus begann. Vier mögliche Lösungen zeichneten sich ab, welche den weiten Bereich vom Status Quo  über die Wiederherstellung der Einrichtungen vor deren Zerstörung bis zu einem zeitgemäßen Neuaufbau mit ökologischer Gewichtung reichten. Dieser letzte Entwurf, auch Alternative D genannt, fand im August 2008 in der Genehmigung des Everglades National Park Flamingo Commercial Services Plan seinen vorläufigen Abschluss.
Die wesentlichen Punkte dieser vierten Alternative sind:
- Errichtung einer Lodge und eines Restaurants auf einer erhöhten Plattform zum Schutz gegen Fluten
- Errichtung von Cottages auf erhöhten Plattformen zum Schutz gegen Fluten
- Zwei neue Chickees in der Bucht von Florida
- Elektrische Anschlüsse für den Trailer-Bereich des Campingplatzes
- Errichtung von Ecotents, quasistationären Zelten mit Solarzellen
- Wiedereinführung der Hausboote
- Neue Quartiere für das Personal des Park Service und der kommerziellen Einrichtungen